# Tempelhof
Pronunciação
Tempelhof é uma localidade de Berlim no bairro de Tempelhof-Schöneberg. É a localização do antigo Aeroporto de Tempelhof, um dos primeiros aeroportos comerciais do mundo, que agora está deserto e mostra como um ponto em branco nos mapas de Berlim. Tentativas estão sendo feitas para salvar os edifícios ainda existentes. No início do século XIX, Tempelhof ainda era uma aldeia fora da capital alemã propriamente dita.